# Laacher See
Laacherské jezero, německy Laacher See, je kalderové jezero sopečného původu, nacházející se ve spolkové zemi Porýní-Falc v Německu. Leží v pohoří Eifel asi 24 km severozápadně od Koblenz, 37 km jižně od Bonnu a nejbližším městem je Andernach, které se nachází 8 km východně, na břehu řeky Rýn. Nemá žádný přirozený odtok, a proto byl před rokem 1170 vykopán Fulbertův tunel. Ačkoli je často označován jako maar nebo kráterové jezero, ve skutečnosti se jedná o kalderu. Vznikla mohutnou vulkanickou erupcí o síle VEI 6 před 11–13 tisíci lety. Teprve po jejím naplněním vodou vzniklo samotné jezero. Od té doby k žádné erupci nedošlo, nicméně dle vědců je sopka pod Laacher See stále aktivní.

## Vulkanologie
Vulkanismus v Německu lze vysledovat až 50 milionů let do minulosti a jeho původcem byla kolize mezi africkou a eurasijskou tektonickou deskou. Poslední erupce sopky, která vytvořila tuto kalderu, se odehrála na rozmezí pleistocénu a holocénu před 11 200 až 12 900 lety. Hlavní erupce pliniánského typu trvala zřejmě několik dní. Předcházely ji a zároveň ji následovaly slabší freatomagmatické erupce. Během události bylo vyvrženo obrovské množství vulkanického popela a pemzy. Sopečný spad zasypal přilehlou oblast vrstvou o tloušťce až 7 metrů. Tento materiál pravděpodobně přehradil úzké koryto Rýnu poblíž města Andernach. Dočasné jezero o ploše asi 140 km² tuto překážku následně prorazilo a povodňová vlna zaplavila značné území dolního Rýna. Celkový objem vyvržené hmoty činil přibližně 16 km³, což na indexu vulkanické aktivity odpovídá stupni VEI 6. Byl tedy 1,5× silnější než výbuch (10 km³) sopky Pinatubo roku 1991 a 16× silnější než erupce (1 km³) St. Helens v roce 1980 – nejnákladnější sopečný výbuch v historii USA. Jemnější ložiska sopečného popela lze stále najít ve čtvrtohorních sedimentech v jižním Švédsku či severní Itálii. Výbuch Laacher See uvolnil do atmosféry taktéž velké množství síry a hovoří se o něm jako o možné příčině stadiálu dryas – krátkého globální ochlazení, v rámci Würmského glaciálu (poslední doby ledové).

## Galerie

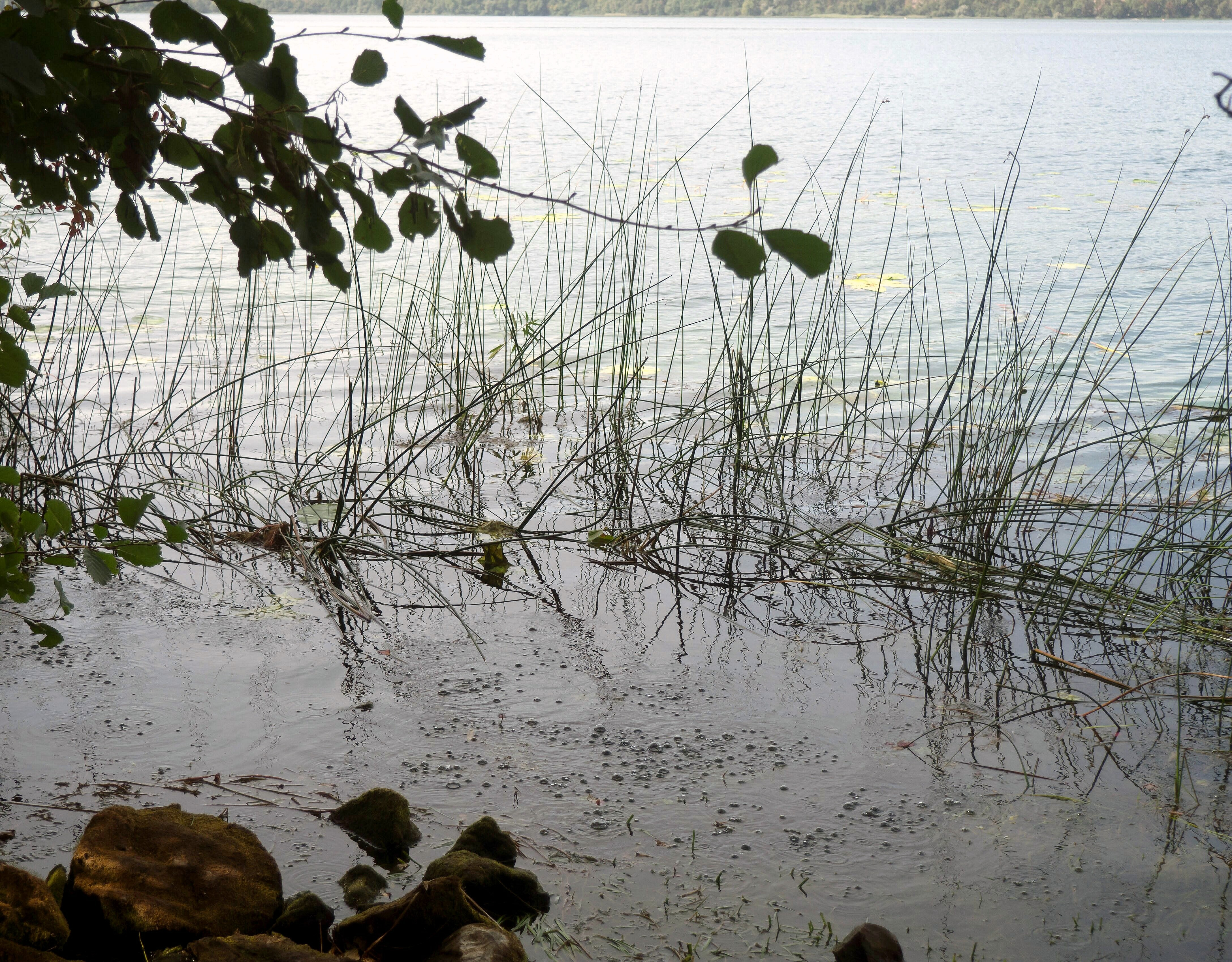
Mofety v jezeře Laacher See.
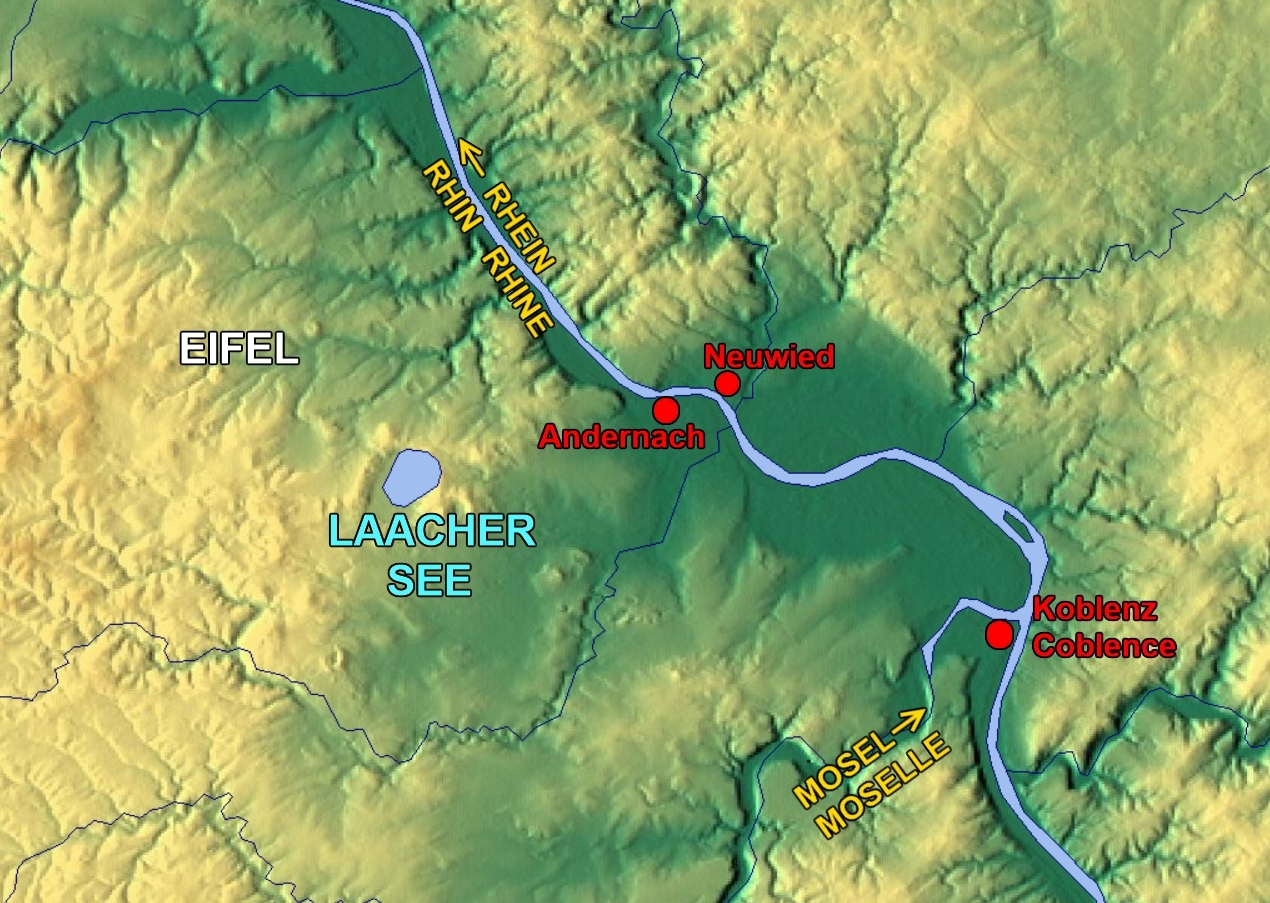
Topografická mapa oblasti kolem jezera Laacher See.
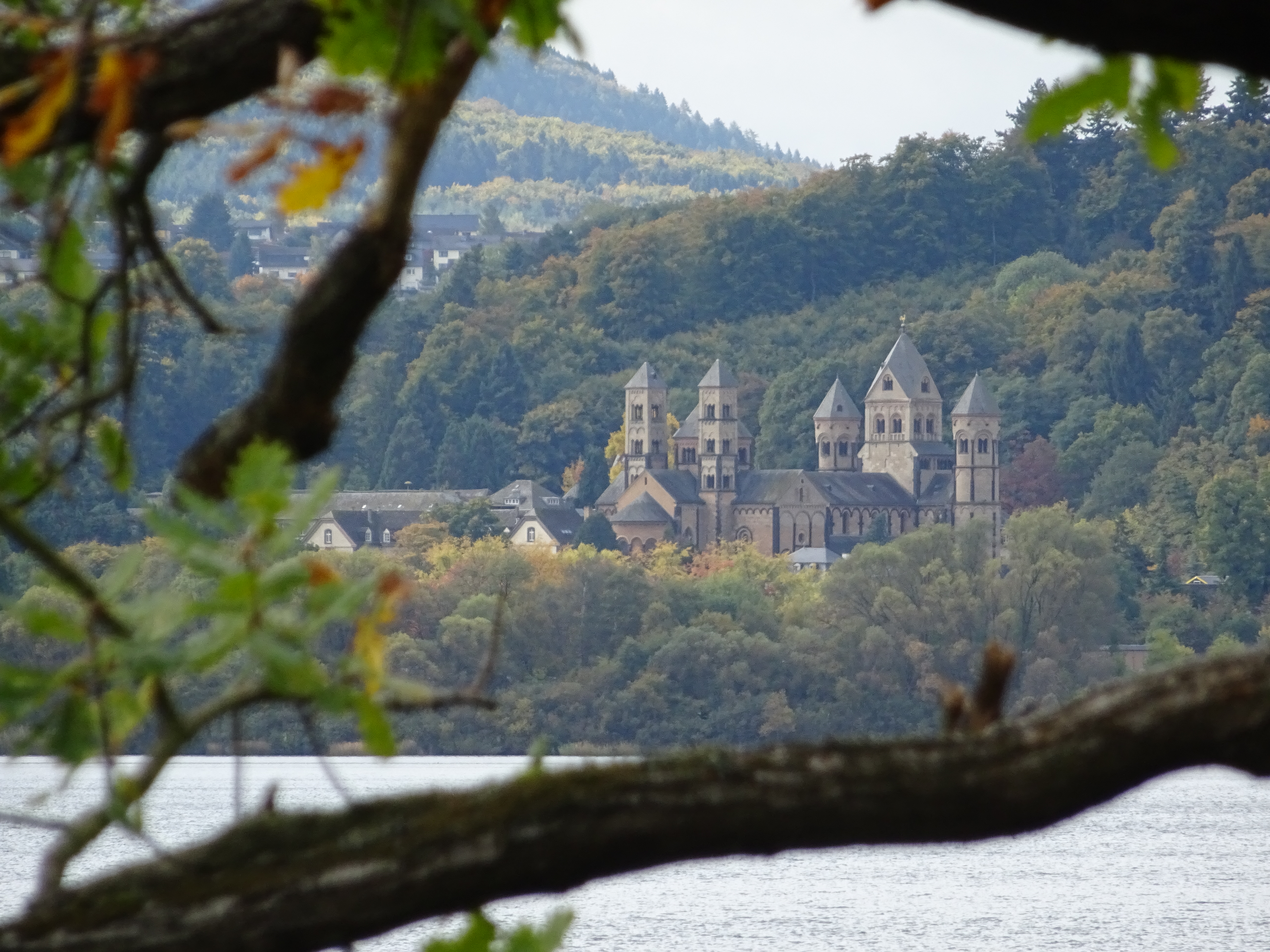
Opatství Maria Laach na břehu jezera